# (18177) Harunaga
(18177) Harunaga (2000 QK27) – planetoida z pasa głównego asteroid okrążająca Słońce w ciągu 4,59 lat w średniej odległości 2,76 j.a. Odkryta 24 sierpnia 2000 roku.